# Carnota (Galiza)

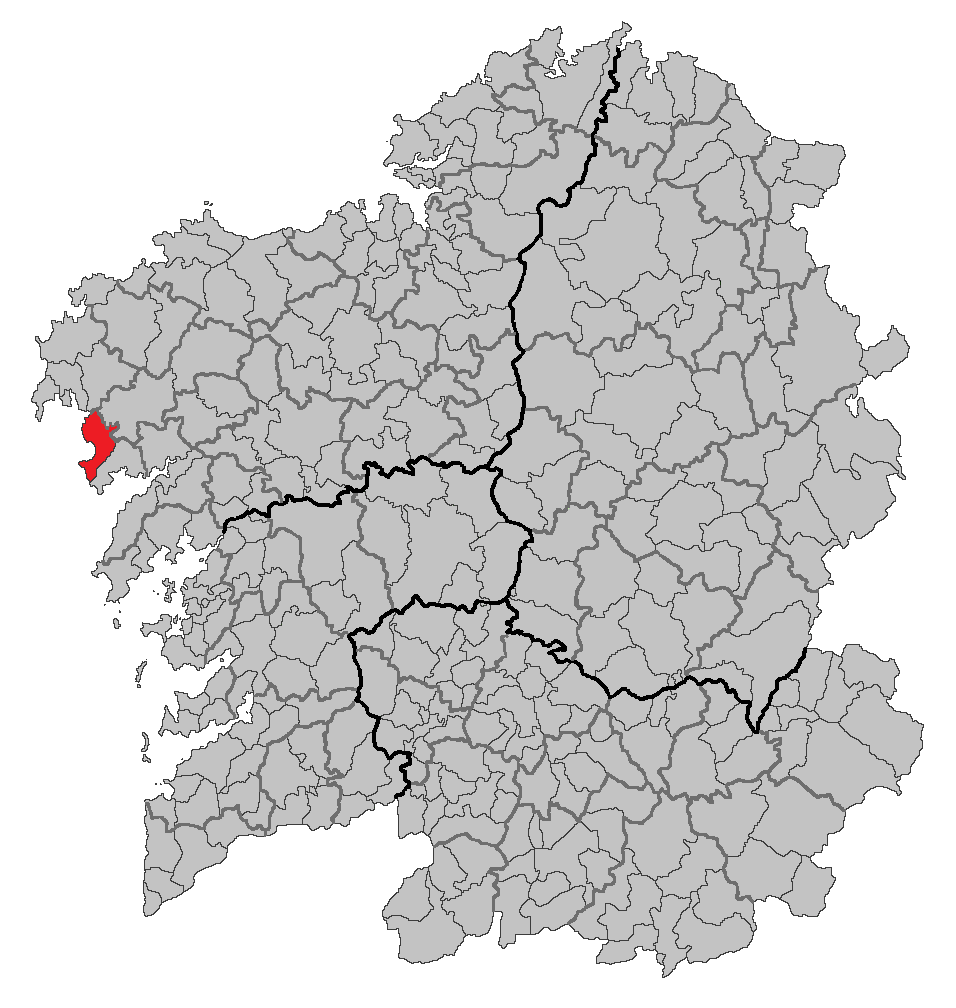
Localização de Carnota (Espanha)

Carnota é um município da Espanha na província 
da Corunha, 
comunidade autónoma da Galiza, de área 66,4 km² com 
população de 5017 habitantes (2007) e densidade populacional de 74,03 hab/km².

## Demografia
| Variação demográfica do município entre 1991 e 2004 | Variação demográfica do município entre 1991 e 2004 | Variação demográfica do município entre 1991 e 2004 | Variação demográfica do município entre 1991 e 2004 |
| --------------------------------------------------- | --------------------------------------------------- | --------------------------------------------------- | --------------------------------------------------- |
| 1991                                                | 1996                                                | 2001                                                | 2004                                                |
| 6795                                                | 6140                                                | 5480                                                | 5285                                                |